# Roberto Barrios Castro
Roberto Barrios Castro (1908-1994), fue un político mexicano originario de Atlacomulco, Estado de México. Fue maestro de educación primaria en su natal Estado de México, Secretario General del Sindicato de Maestros y tercer Secretario General de la Confederación Nacional Campesina (CNC). Diputado local y federal. Jefe del Departamento de Asuntos Agrarios y Colonización en el sexenio de Adolfo López Mateos (1958-1964). Fue autor de varios libros que incluyen: '"El Hombre es la Tierra"', El Istmo de Tehuantepec En La Encrujijada de la Historia de México (1987) y un libro de cuentos ("Vientos y Sombras"). Fue representante de México ante la Organización Internacional del Trabajo.

## Inicios e Infancia
Nació en 1908 en Atlacomulco, Estado de México. Durante su vida vivió la Revolución Mexicana, La Primera Guerra Mundial y la Segunda Guerra Mundial. Venía de una familia humilde, siendo criado en una zona rural. Desde pequeño estaba interesado en la enseñanza, la academia y la política. Estudió en una Escuela Normal y se graduó como Profesor de Primaria. 

## Vida política
Tras haberse graduado como Profesor y ejercer su profesión por algunos años; logró ser director dentro de la carrera magisterial. Poco después logró ser electo como diputado Local en el Estado de México y luego como diputado Federal en representación del Estado de México. Fue Secretario General de la Confederación Nacional Campesina; para después desempeñarse como Jefe del Departamento de Asuntos Agrarios y Colonización en el sexenio de Adolfo López Mateos (1958-1964).
Más tarde ocupó otros puestos de gran relevancia a nivel nacional e internacional. Fue representante de México ante la Organización Internacional del Trabajo, trabajó en el Instituto Nacional Indigenista y en la Secretaría de la Reforma Agraria y fue Asesor en la Oficina de la Presidencia.

## Como Autor
A partir de los años 80, el Profesor Barrios montó un despacho, desde el cual escribía y publicaba libros de gran éxito.
- El Hombre es la Tierra (1966)
- El Istmo de Tehuantepec en la Encrucijada de la Historia de México (1987)
- Vientos y Sombras (1991)

Además de artículos periodísticos, columnas de opinión y contribuciones en revistas especializadas.

## Fin de su vida
El Prof. Barrios murió en el año de 1994, producto de una afección respiratoria.
Uno de sus nietos es también profesor (universitario) y escritor; Armando Barrera Barrios.